# トーマス・ナトール

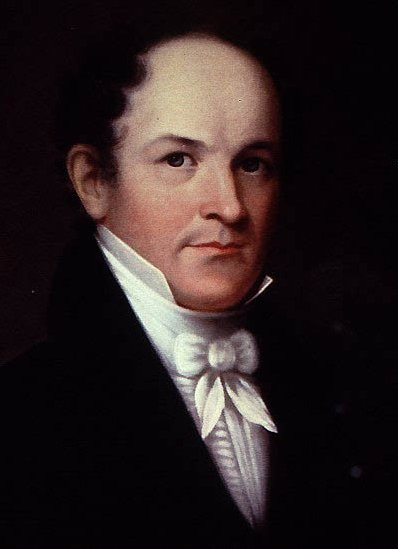
Thomas Nuttall

トーマス・ナトール（Thomas Nuttall、1786年1月5日 - 1859年9月10日）はイギリスの植物学者、動物学者である。1808年から1841年までアメリカ合衆国で働き、いくつかのアメリカ北西部の探検隊に参加した。

## 略歴
イギリス、ヨークシャーのセトル近くの村に生まれた。イギリスでは印刷工の見習いとして働いた。アメリカに移住し、フィラデルフィアで植物学者のベンジャミン・スミス・バートンに出会ったことで、自然科学に強い興味を持った。1810年に実業家、ジョン・ジェイコブ・アスターが資金を提供し、ウィリアム・ハント（William Price Hunt）が率いた、アスター遠征隊に参加し、イギリスのリバプール植物園のために植物採集を行うジョン・ブラッドベリー（John Bradbury）と同行した。サウスダコタのアリカラ族との交易所で探検隊から離れ、2人はさらにラムゼー・クリーク（Ramsay Crooks）を遡上した。その後交易所に戻り、セントルイスに帰還した。
1804年から行われたルイス・クラーク探検隊でもこれらの地域の博物学的探検は行われたが、多くの標本は失われていたので、ナトールの集めた標本には多くの新種が含まれていた。1812年からの米英戦争のため、ナトールはセントルイス経由でイギリスに帰国し、ロンドンで過ごした。
1815年にアメリカに戻り、植物収集を続け1818年に"Genera of North American Plants" を出版した。1818年から1820年の間、アーカンソー州とレッドリバーを旅して、フィラデルフィアに戻り、旅行記を書いた。1823年にアメリカ芸術科学アカデミーの准フェローに選ばれ、1825年にハーバード大学植物園の学芸員となった。1832年と1834年に、『アメリカとカナダの鳥類学マニュアル』（"Manual of the Ornithology of the United States and of Canada"）を出版した。
1834年に学芸員をやめ、実業家のナサニエル・ワイス（Nathaniel Jarvis Wyeth）が組織した探検隊に参加した。鳥類学者のジョン・カーク・タウンゼント（John Kirk Townsend）とともに、カンザス州、ワイオミング州、ユタ州を旅し、そのスネーク川を下って、コロンビアに到った。12月に太平洋を渡ってハワイ諸島に向かい、1835年春に本土に戻り、アメリカの北西太平洋岸の植物調査を行った。
1836年から1841年の間、フィラデルフィア自然科学アカデミーで働き、エイサ・グレイとジョン・トーリーの著書、『北アメリカの植物』（"Flora of North America"）の執筆に協力した。イギリスの叔父が死に、遺産の相続のためには年間9ヶ月以上、イギリスにいなければならないことになりイギリスに戻った。1841年にアメリカの樹木を扱った"North American Sylva"を最後の著作としてイギリスに戻り、没するまでランカシャー州セント・ヘレンズで過した。
鳥類の種、シロハラシマアカゲラ（Picoides nuttallii）やキバシカササギ（Pica nuttalli）やミズキ科の植物の種 Cornus nuttallii などにナトールの名前がつけられている。

## 著書の図版

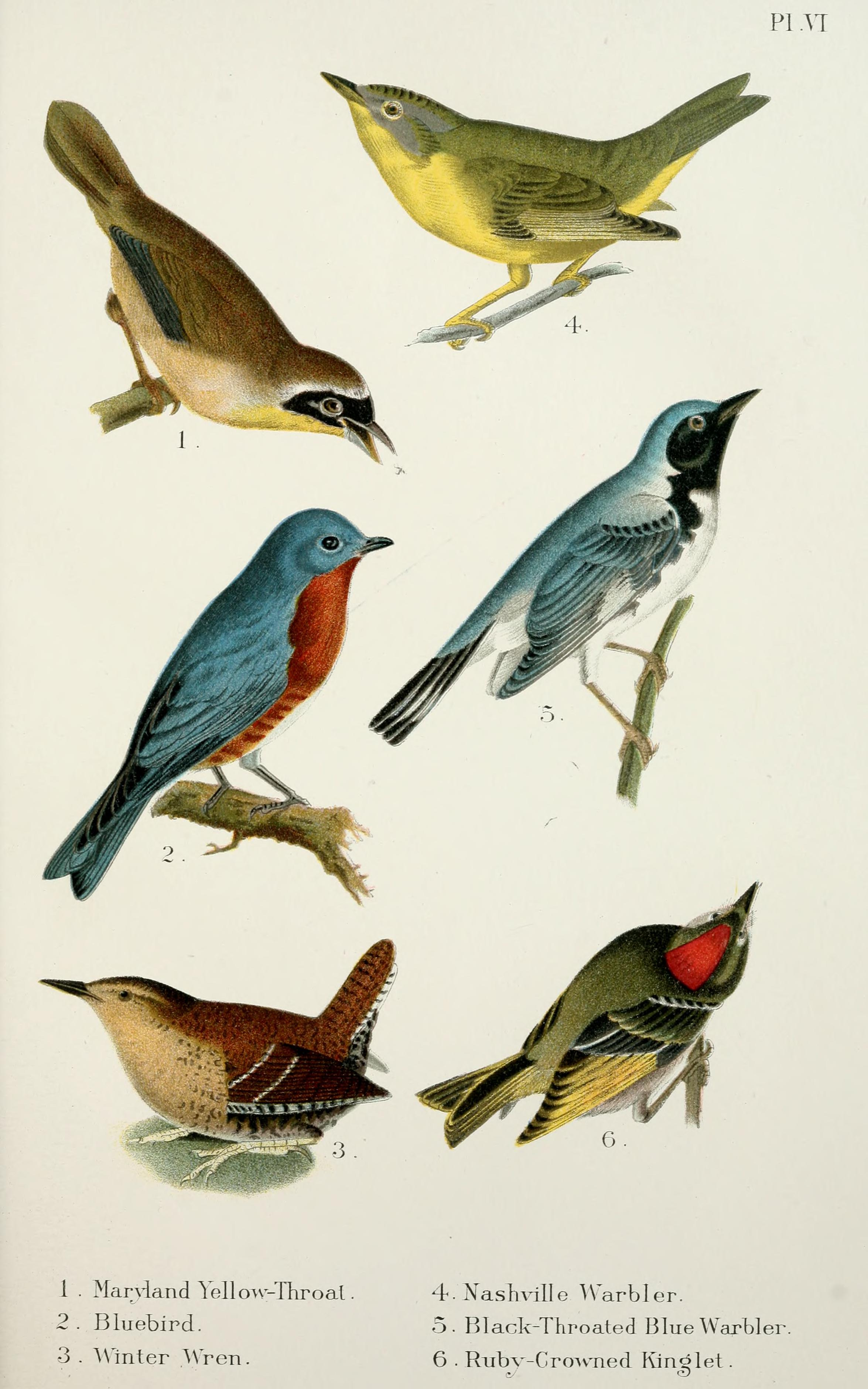
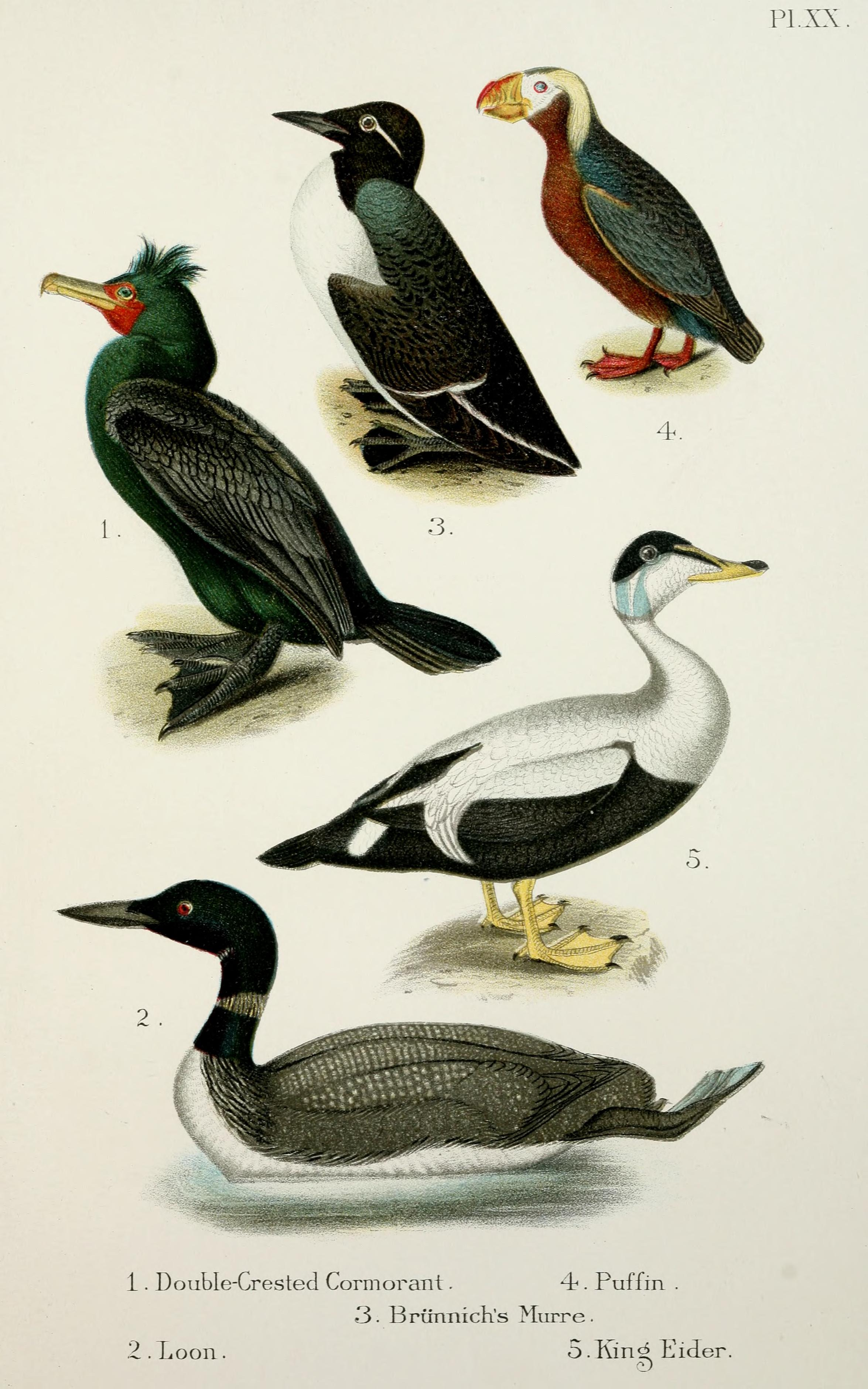
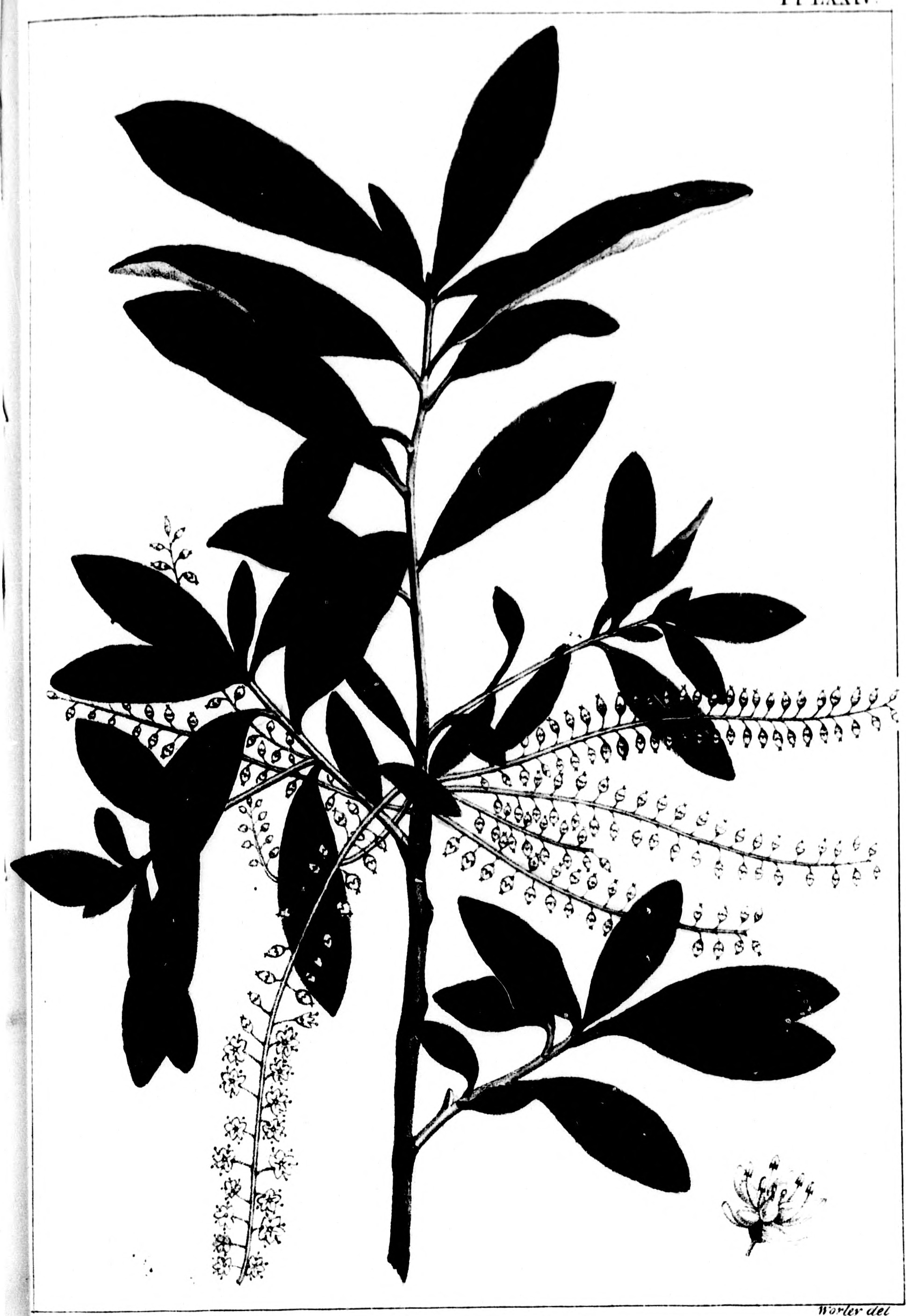
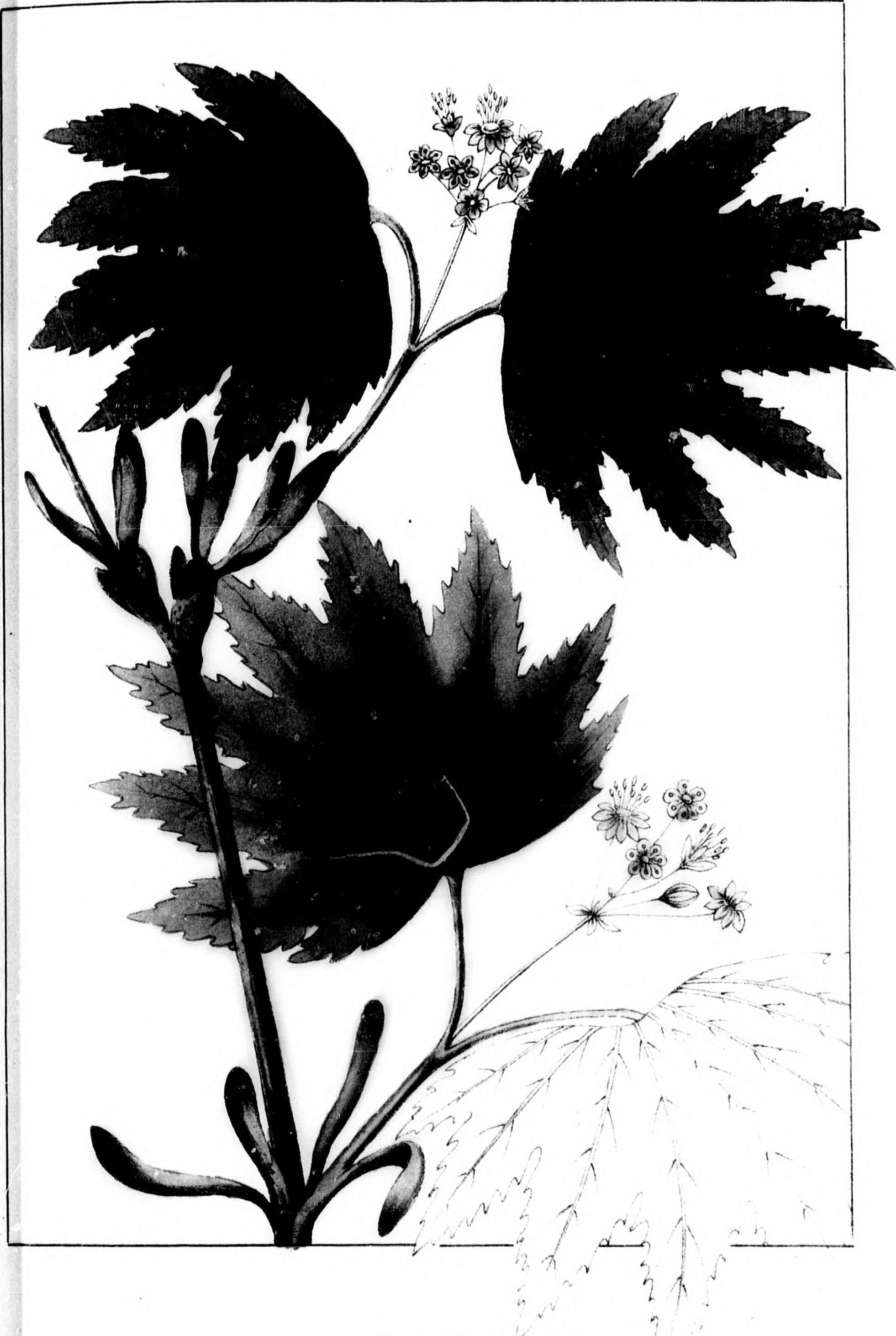